# Rijksarchief (Nederland)
Rijksarchief was in Nederland tot het einde van de twintigste eeuw de benaming voor de overheidsdiensten die de archieven beheerden en aan het publiek beschikbaar stelden van overheidsinstellingen en particuliere organen in een bepaalde provincie; het Algemeen Rijksarchief deed dat voor de archieven van soortgelijke instellingen en organen van landelijk belang.
In iedere provincie was een Rijksarchief aanwezig, gevestigd in de provinciehoofdstad, behalve voor Zuid-Holland waar dit was geïntegreerd met het Algemeen Rijksarchief in Den Haag. De naam was "Rijksarchief in ...", bijvoorbeeld "Rijksarchief in Groningen". Nadat de rijksarchieven circa 120 jaar onder die namen hadden bestaan, werden ze meegenomen in een proces van schaalvergroting en publieksverbreding. De meeste fuseerden tussen 1998 en 2005 met één of meerdere andere culturele instellingen in de betreffende provincie tot brede en laagdrempelige diensten die in algemene zin als Regionaal Historisch Centrum (RHC) worden aangeduid, maar in naamgeving vaak sterk afwijken.

## Geschiedenis

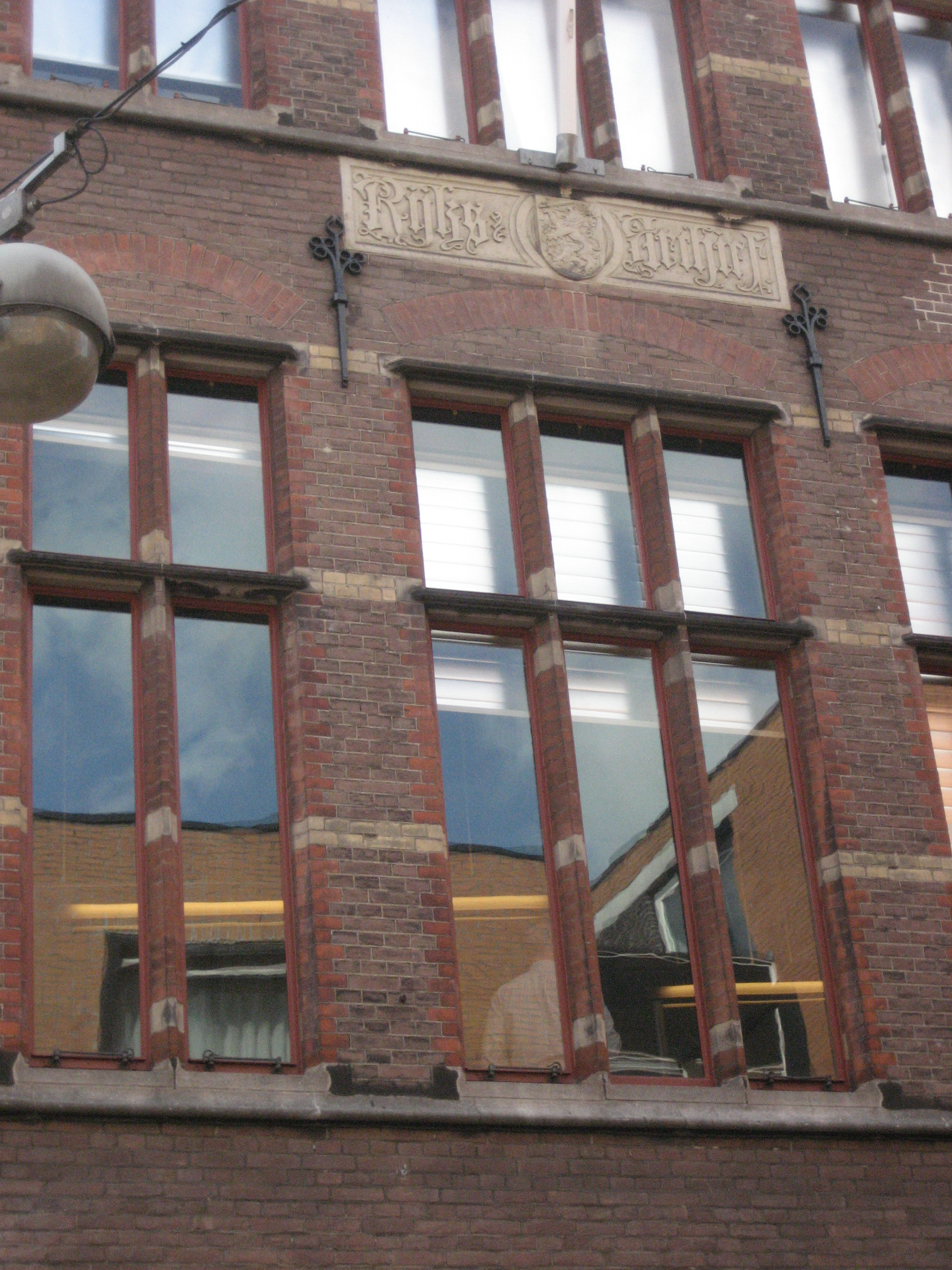
Voormalig Rijksarchiefgebouw, Den Haag

Vanaf 1814 bestond er al een Rijksarchief voor het beheer van de archieven van landelijke organen, zoals van ministeries. Het landelijke Rijksarchief was na de woelige Bataafs-Franse tijd een voortzetting van de in 1802 aangestelde 'archivaris der Bataafsche Republiek', Hendrik van Wijn (1740-1831). een aanstelling die als begin wordt gezien van het openbaar archiefwezen in Nederland.
In de loop van de negentiende eeuw ontstonden er ook archiefdiensten op provinciaal niveau doordat provinciebesturen een provinciaal archivaris aanstelden. Gelderland was de eerste provincie die in 1817 een eigen archivaris in dienst nam, Limburg was in 1866 de laatste. De Rijksoverheid stimuleerde de oprichting van provinciale archieven, maar ze stonden los van het Rijksarchief in Den Haag. De provinciale archieven beheerden de archieven van de overheidsinstellingen die in de loop der eeuwen de provincie hadden bestuurd.
Vanaf 1877 werden de provinciale archieven geleidelijk omgezet in Rijksarchieven in de provincie. Aanleiding was enerzijds het feit dat het Rijk toch al een groot deel van de kosten van de provinciale archieven betaalde, anderzijds omdat de betreffende archieven grotendeels Rijkseigendom waren. Hierdoor ontstond tevens de situatie dat het Rijksarchief in de provincie ook de afgesloten archieven van de provincie in beheer kreeg.
Gelderland was wederom de eerste provincie waar deze wijziging tot stand werd gebracht, in Zeeland werd in 1890 het laatste provinciaal archief omgezet in een Rijksarchief. Om verwarring te voorkomen werd het landelijke Rijksarchief vanaf die periode aangeduid als Algemeen Rijksarchief. Het Rijksarchief in Zuid-Holland was als afzonderlijke afdeling ondergebracht bij het Algemeen Rijksarchief in Den Haag. Het diensthoofd van ieder rijksarchief had de titel Rijksarchivaris, die van het Algemeen Rijksarchief heette algemene rijksarchivaris.
Tot 1968 waren de rijksarchieven zelfstandig maar werd over provincie-overschrijdende zaken overlegd in het zogenaamde Convent van Rijksarchivarissen. Met de invoering van de nieuwe Archiefwet 1962 met ingang van 1 mei 1968 werd een Rijksarchiefdienst ingesteld, waarbij de rijksarchivarissen hiërarchisch onder de algemene rijksarchivaris kwamen te staan. De Rijksarchiefdienst bestond uit een centrale directie, de elf Rijksarchieven in de provincie en het Algemeen Rijksarchief. Met de instelling van de nieuwe provincie Flevoland in 1986 werd ook een nieuw rijksarchief opgericht, het Rijksarchief in Flevoland.

## Algemene rijksarchivaris

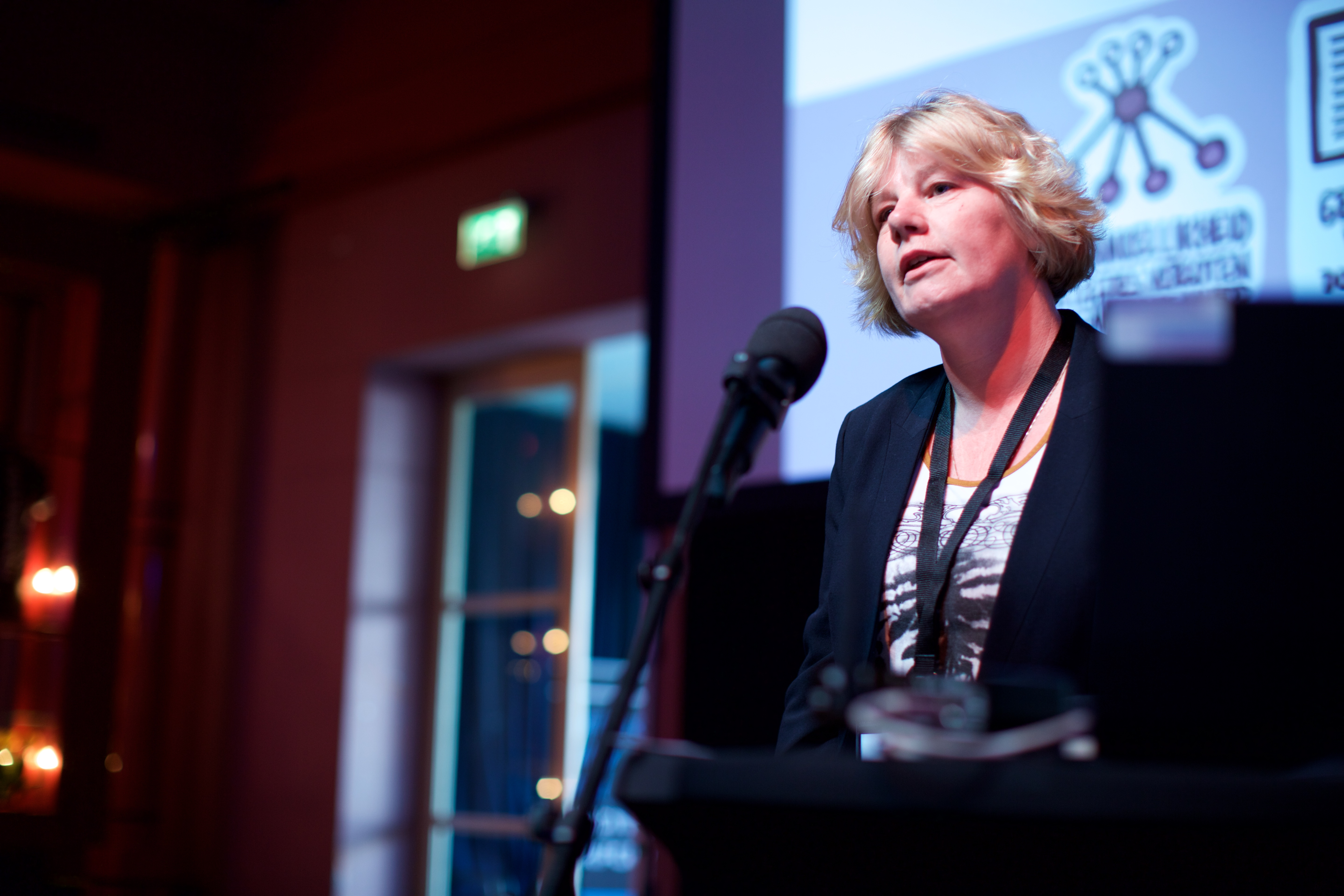
Afelonne Doek, sinds 2021 Algemene Rijksarchivaris

In de Archiefwet 1995 staan de taken van de algemene rijksarchivaris beschreven. Hij is formeel hoofd van de Rijksarchiefdienst en tevens directeur van het Nationaal Archief. De algemene rijksarchivaris moet in het bezit zijn van een diploma archivistiek. Artikel 25 van de Archiefwet verwoordt dit aldus: "Er is onder de bevelen van Onze minister een rijksarchiefdienst, aan het hoofd waarvan staat de algemene rijksarchivaris, die in het bezit dient te zijn van een diploma archivistiek."
In 1994 werd de koppeling tussen het ambt van algemene rijksarchivaris en hoofd van het Algemeen Rijksarchief verbroken, maar in 1999 weer hersteld, overigens zonder dat daar een formeel besluit aan ten grondslag lag, wat later tot problemen zou leiden. In 2007 werd namelijk in de sollicitatieprocedure voor een nieuwe directeur/algemene rijksarchivaris niet expliciet gesteld dat de kandidaat in bezit moest zijn van een archiefdiploma, hoewel dat voor het ambt van algemene rijksarchivaris volgens de Archiefwet 1995 wel het geval moet zijn. Toen bekend werd dat de nieuw te benoemen kandidaat, directeur Kunsten van het Ministerie van OCW mr. M.J. Berendse, niet in het bezit was van dit diploma, leidde dit tot veel onrust in het archiefveld. De beroepsorganisatie van archivarissen in Nederland, de Koninklijke Vereniging van Archivarissen in Nederland (KVAN), tekende protest aan. Toch werd Berendse met ingang van 1 januari 2008 benoemd tot directeur van het Nationaal Archief nadat hij zich bereid had verklaard om het diploma alsnog te halen. Paul Brood werd tijdelijk benoemd tot algemene rijksarchivaris. Nadat Berendse het diploma alsnog gehaald had, werd hij op 11 mei 2009 als algemene rijksarchivaris geïnstalleerd.

## Taken
Volgens de Archiefwet moeten overheidsorganen - dus ook het Rijk en de provincies - hun archieven na twintig jaar aan het Rijksarchief overdragen. Ze zijn daarmee ook in principe openbaar: behoudens enkele uitzonderingen mag iedereen ze inzien. In een speciaal daartoe ingerichte ruimte, vaak studiezaal of leeszaal genoemd, kan het publiek de archieven inzien.
In het Algemeen Rijksarchief (ARA) waren de archieven ondergebracht van Rijksorganen die het gehele land bestrijken, met alle rechtsvoorgangers, zoals de archieven van alle ministeries en de archieven van de Staten-Generaal, de Raad van State en de Vereenigde Oostindische Compagnie (VOC).
In een Rijksarchief in de provincie waren in eerste instantie de archieven ondergebracht van de bestuursinstellingen die in de betreffende provincie in de loop der eeuwen actief zijn geweest, zoals de Staten van het gewest, de besturen in de Bataafs-Franse tijd en daarna het Provinciaal Bestuur, waaronder de archieven van afzonderlijke provinciale diensten. Daarnaast werden hier ook de archieven van de gedecentraliseerde Rijksdiensten in de provincies bewaard, zoals van Rijkswaterstaat of het Kadaster.

## Ontwikkeling
In de loop der tijd ontwikkelden het Algemeen Rijksarchief en de Rijksarchieven in de provincie zich van archiefbewaarplaats van alleen de overheidsinstellingen uit hun ambtsgebied tot historische onderzoeksinstellingen waarin een breed scala aan bronnen en diensten werd aangeboden. Het duidelijkst kwam dat tot uiting in het feit dat steeds vaker ook archieven van particuliere instellingen werden overgenomen, een ontwikkeling die ook bij gemeentarchieven zichtbaar was. Deze bewust ingezette beleidsaanpassing kwam voort uit het idee dat niet alle voor historisch onderzoek van belang zijnde informatie enkel in overheidsarchieven is te vinden, en dat de overheid maar een van de spelers in het maatschappelijk veld is die daarin vaak ook nog eens een bepaald doel voor ogen heeft.
Om de geschiedenis in zijn juiste proporties te kunnen bestuderen, is het dus ook van belang dat archieven van andere organisaties kunnen worden ingezien. Dat resulteerde in een toevloed van archieven van particuliere organisaties - verenigingen, stichtingen, kerken, bedrijven - en families en personen.
In de tweede helft van de twintigste eeuw werd dit rijke bezit steeds bewuster onder de aandacht gebracht van een breder publiek. Alleen het openstellen van een publieksruimte ter bestudering van de archiefstukken was niet voldoende, de Rijksarchieven organiseerden steeds vaker cursussen en tentoonstellingen, stelden lesbrieven samen en namen deel in andere culturele activiteiten in de provincie. Vaak gebeurden deze educatieve activiteiten in samenwerking met andere culturele organisaties in de provincie, zoals musea, documentatiecentra en de gemeentearchieven.

## Concentratie
De reeds ingezette ontwikkeling naar samenwerking, het opzoeken van nieuwe doelgroepen en het ontwikkelen van nieuwe activiteiten werd eind jaren negentig gekoppeld aan de steeds minder bevredigende huisvesting van veel Rijksarchieven. De depots raakten vol, de studiezalen werden te klein en de gebouwen bleken voor alle nieuwe werkzaamheden vaak minder geschikt.
Het Ministerie van OCW, waarvan de Rijksarchieven deel uitmaakten, zette een ontwikkeling in gang waarin ieder Rijksarchief in de provincie probeerde te fuseren met één of meerdere andere 'culturele partners' uit die provincie, resulterend in een nieuw, verzelfstandigd "Regionaal Historisch Centrum" (RHC), gevestigd in nieuwe of aangepaste huisvesting in de provinciehoofdstad. Dit beleid heeft tussen 1998 en 2005 geleid tot een grote provinciale verscheidenheid aan benamingen, gebouwen en fusiepartners, waarbij in de meeste gevallen het gemeentearchief in de provinciehoofdstad was betrokken. Het Algemeen Rijksarchief werd in de tussentijd omgevormd tot Nationaal Archief. Zolang niet alle Rijksarchieven verzelfstandigd zijn, blijven enkele centrale functies van de Rijksarchiefdienst bestaan.

## Overzicht
Overzicht van de Rijksarchieven, jaar van instelling als provinciaal archief en als rijksarchief, jaar van wijziging in een nieuwe organisatie, naam van het nieuwe Regionaal Historisch Centrum (RHC) waarin het rijksarchief is opgegaan
| Rijksarchief in | provinciaal archief sinds | rijksarchief sinds | opgegaan in | tot RHC                                                                       |
| --------------- | ------------------------- | ------------------ | ----------- | ----------------------------------------------------------------------------- |
| Groningen       | 1824                      | 1882               | 2001        | Groninger Archieven                                                           |
| Friesland       | 1840                      | 1886               | 2002        | Tresoar                                                                       |
| Drenthe         | 1845                      | 1879               | 2005        | Drents Archief                                                                |
| Overijssel      | 1838                      | 1880               | 2000        | Historisch Centrum Overijssel                                                 |
| Flevoland       | -                         | 1986               | 2004        | Nieuw Land Erfgoedcentrum, sinds 2017 afgesplitst als Het Flevolands Archief. |
| Gelderland      | 1817                      | 1877               | 2002        | Gelders Archief                                                               |
| Utrecht         | 1829                      | 1879               | 1998        | Het Utrechts Archief                                                          |
| Noord-Holland   | 1850                      | 1886               | 2006        | Noord-Hollands Archief                                                        |
| Zeeland         | 1844                      | 1890               | 2000        | Zeeuws Archief                                                                |
| Noord-Brabant   | 1860                      | 1880               | 2005        | Brabants Historisch Informatie Centrum                                        |
| Limburg         | 1866                      | 1881               | 2006        | Regionaal Historisch Centrum Limburg                                          |

Het Rijksarchief in Zuid-Holland maakte deel uit van het Algemeen Rijksarchief (ARA), thans Nationaal Archief (NA) in Den Haag.